# Вихованець
Вихованець (пол. Wychowaniec, нім. Warthenau) — село в Польщі, у гміні Оборники Оборницького повіту Великопольського воєводства.
Населення — 113 осіб (2011).
У 1975-1998 роках село належало до Познанського воєводства.

## Демографія
Демографічна структура станом на 31 березня 2011 року:
|          | Загалом | Допрацездатний вік | Працездатний вік | Постпрацездатний вік |
| -------- | ------- | ------------------ | ---------------- | -------------------- |
| Чоловіки | 55      | 17                 | 32               | 6                    |
| Жінки    | 58      | 13                 | 34               | 11                   |
| Разом    | 113     | 30                 | 66               | 17                   |